# Karen Borca
Karen Borca (* 5. September 1948 in Green Bay, Wisconsin) ist eine amerikanische Fagottistin des freien Jazz.

## Leben und Wirken
Borca wuchs im Eisengürtel der USA auf. Ihre Mutter, eine Schullehrerin, übernahm zunächst ihre musikalische Erziehung. 10 Jahre lang spielte sie Altsaxophon, bevor sie auf der High School zum Fagott wechselte. Sie studierte Musik an der University of Wisconsin, wo sie von Alec Wilder und den Mitgliedern des New York Woodwind Quintet ermutigt wurde, in New York City ihre Studien fortzusetzen. Anschließend schloss sie 1971 an der University of Wisconsin mit einem Bachelor mit Lehrerlaubnis ab. Dort lernte sie Cecil Taylor kennen, der dort im akademischen Jahr 1970/71 lehrte; sie spielte in seinem Lehrensemble und wurde seine Assistentin. In den nächsten Jahren war sie die Lehrassistentin von Taylor am Antioch College und trat mit ihm in unterschiedlichen Kontexten auf. Außerdem leitete sie ihre eigene Gruppe. Daneben war sie Teilzeit-Musiklehrerin in Antioch (seit 1972) und in New York (seit 1974). Im Herbst 1974 wurde sie am Bennington College die Lehrassistentin von Jimmy Lyons, den sie dann heiratete. Sie gehörte seiner Gruppe bis zum frühen Tod des Saxophonisten an, zu hören auf Live from Studio Rivbea (Rivbea Live! Series, Volume 3). 1984 war sie mit Taylor auf Europatournee.
Borca spielte weiterhin mit den Gruppen von Joel Futterman, Paul Murphy, William Parker, Joe Morris, den Cosmosamatics von Sonny Simmons und mit Alan Silva. 1998 konnte sie sich auf dem JazzFest Berlin in ihrem Quintett mit Susie Ibarra, Rob Brown und zwei Bassisten vorstellen. Später unternahm sie weitere Tourneen und spielte 1999 in der Schweiz mit Brown, Reggie Workman und Pheeroan akLaff. 1998 und 2003 spielte sie auf dem Vision Festival. 2004 war sie an Paul Murphys Album Red Snapper beteiligt, 2007 an Bill Dixons 17 Musicians in Search of a Sound: Darfur. 2024 erschienen Aufnahmen Borcas auf NoBusiness Records unter dem Titel Good News Blues: Live at the Vision Festival 1998 & 2005, außerdem Duette mit Paul Murphy (Entwined, 2024).